# August Erker
August Casimir Erker, detto Gus (Pfaffenwiesbach, 24 ottobre 1879 – St. Louis, 29 novembre 1951), è stato un canottiere statunitense.
Erker partecipò ai Giochi olimpici di Saint Louis 1904 con la squadra Century Boat Club nella gara di quattro senza, in cui conquistò la medaglia d'oro.

## Palmarès
In carriera ha conseguito i seguenti risultati:
- Giochi olimpici

St. Louis 1904: oro nel quattro senza.